# Hospitalisation et mort de Yasser Arafat

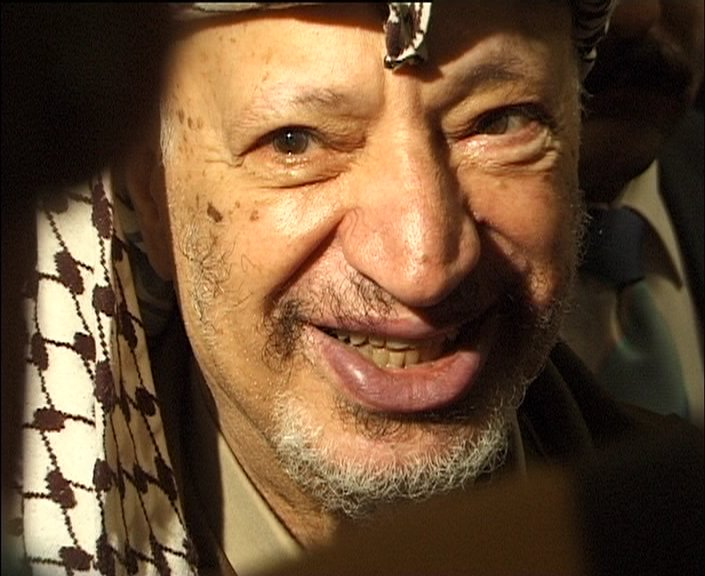
Yasser Arafat, en 1999.

Yasser Arafat (en arabe : ياسر عرفات), né le 24 août 1929 et président de l'Autorité palestinienne depuis 1994, meurt le 11 novembre 2004 à l'hôpital d'instruction des armées Percy, à Clamart (France).

## Aggravation de son état
Le 23 octobre 2004, et avec l'accord d'Israël, une équipe de médecins tunisiens se rend dans la soirée à Ramallah, en Cisjordanie, pour examiner Yasser Arafat. Son conseiller Nabil Abou Roudeina affirme que Yasser Arafat est « OK ». Le lendemain, un proche de Yasser Arafat déclare que les médecins tunisiens ont diagnostiqué une très forte grippe. Le 25 octobre, Arafat est autorisé par Israël à quitter Ramallah où il est confiné depuis fin 2001. Le mercredi 27 octobre, la radio israélienne publique indique que Yasser Arafat a perdu connaissance, une information démentie par plusieurs responsables de l'Autorité Palestinienne. Les autorités israéliennes font savoir qu’elles autorisaient le président de l’OLP à « se rendre où il veut pour des traitements médicaux, y compris à l’étranger ». Tout en précisant qu’elles ne garantissaient « pas son retour ». Le 28 octobre 2004, l'Élysée annonce la demande en ce sens de l'Autorité palestinienne. Le 29 octobre 2004, gravement malade, Yasser Arafat quitte Ramallah pour rejoindre la Jordanie, d’où il se rend en France, à bord d’un avion médicalisé, afin d'être hospitalisé à l’hôpital d’instruction des armées Percy à Clamart. Son évacuation de son QG de Ramallah a fait l'objet de plusieurs semaines de négociations conduites par son épouse Souha Arafat.

### Couverture médiatique

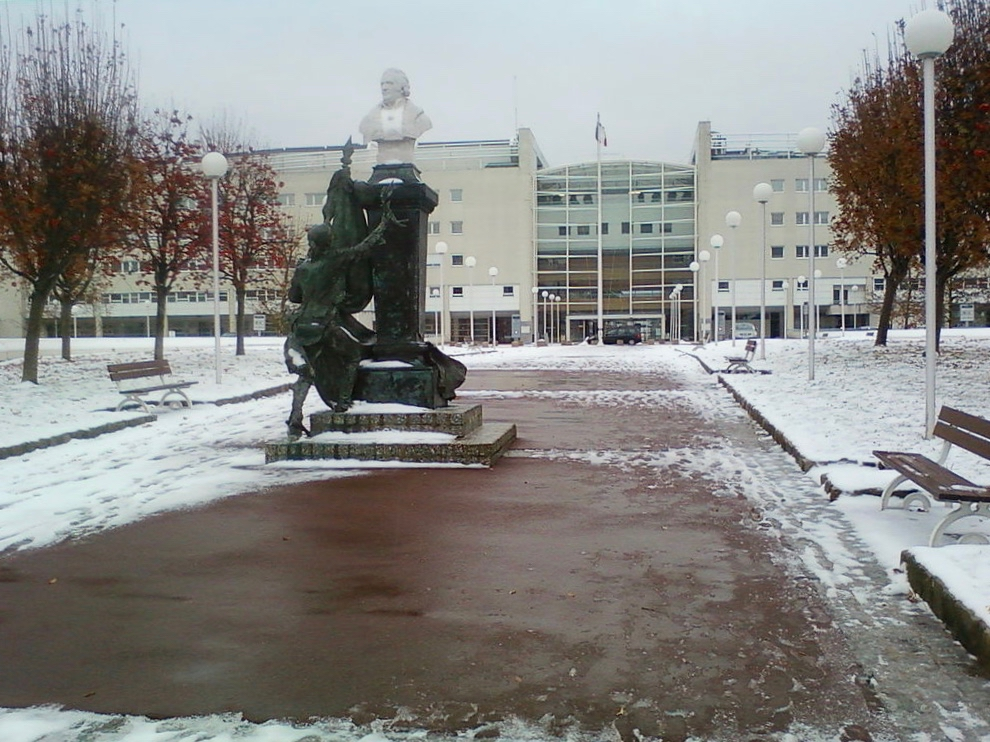
L'hôpital militaire français Percy

Le 4 novembre 2004, des communiqués de presse annoncent que Yasser Arafat est tombé à plusieurs reprises dans le coma, malgré les soins intensifs qu'il reçoit, dans l’unité de soins intensifs où il était entré la veille. La deuxième chaîne de télévision israélienne, ainsi que la radio militaire israélienne, annoncent la mort de Yasser Arafat, en se basant sur des sources françaises. La correspondante de la radio militaire précise qu’elle avait obtenu « confirmation de la mort de Yasser Arafat de source française, mais que l’annonce officielle du décès du président de l’Autorité palestinienne devrait être faite par les Palestiniens eux-mêmes ». Des sources françaises et palestiniennes démentent alors le décès. Le docteur Christian Estripeau, porte-parole du service de santé des armées, déclare ainsi que « M. Arafat n’est pas décédé ». Le Premier ministre palestinien de l'époque, Ahmed Qoreï, dément lui aussi la mort clinique du raïs, et Azzam Al-Ahmad, ministre palestinien des communications de l'époque, déclare, pour sa part: « C’est faux! Si le président était mort, tout le monde le saurait. Mais il est vrai qu’il est dans un état très critique ». Des officiels américains déclarent qu’Arafat est maintenu en vie par assistance technique jusqu’à ce que sa famille et les autorités françaises, israéliennes et égyptiennes se mettent d’accord sur un lieu de sépulture.
Le 9 novembre, une confusion s'installe autour de l'état de santé d'Arafat. Le service de santé des armées françaises indique d'abord à l’AFP n’avoir « pas d’informations supplémentaires ». Quelques heures plus tard, le médecin général Christian Estripeau déclare que l’état de santé d’Arafat s’était « aggravé dans la nuit » et que son coma est « plus profond ». Puis l’agence Reuters annonce le même jour : « Il est mort » et, à Ramallah, le ministre palestinien chargé des négociations, Saëb Erakat, affirme à l’AFP que Yasser Arafat est « dans un état critique, mais encore vivant ». Un ministre palestinien, à Ramallah, déclare à son tour à l’AFP qu’Arafat était mort le jour même : « la question est de savoir comment et quand nous allons l’annoncer. Mais il est mort, c’est sûr », ce que dément catégoriquement la déléguée générale de Palestine en France de l'époque, Leïla Shahid, qui déclare : « Son état est mauvais, mais il est toujours en vie ».
Le président de la République française Jacques Chirac se rend à son chevet et lui exprime « tous ses vœux » de rétablissement.

### Décès

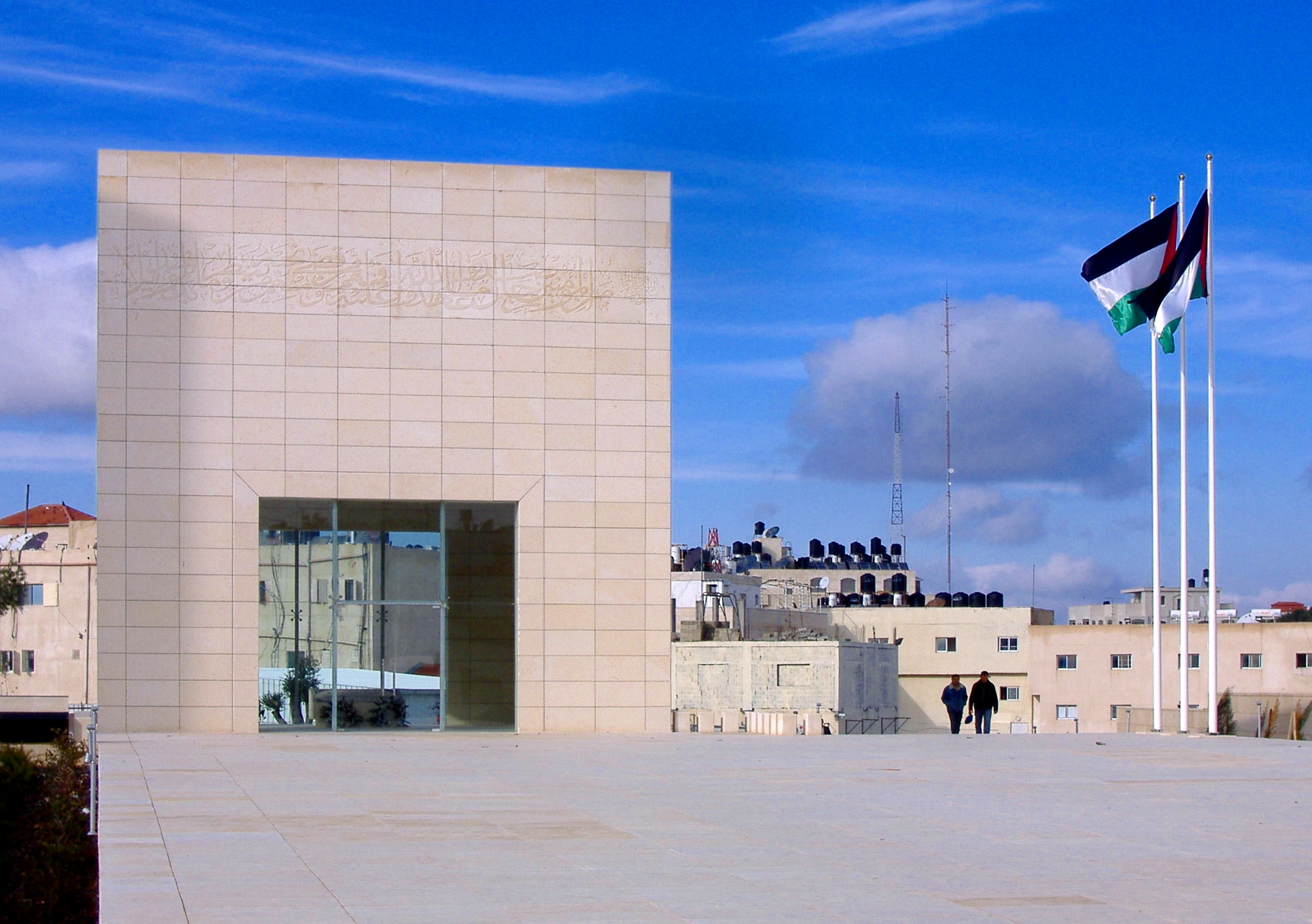
Mausolée d'Arafat, inauguré en 2007 à Ramallah.

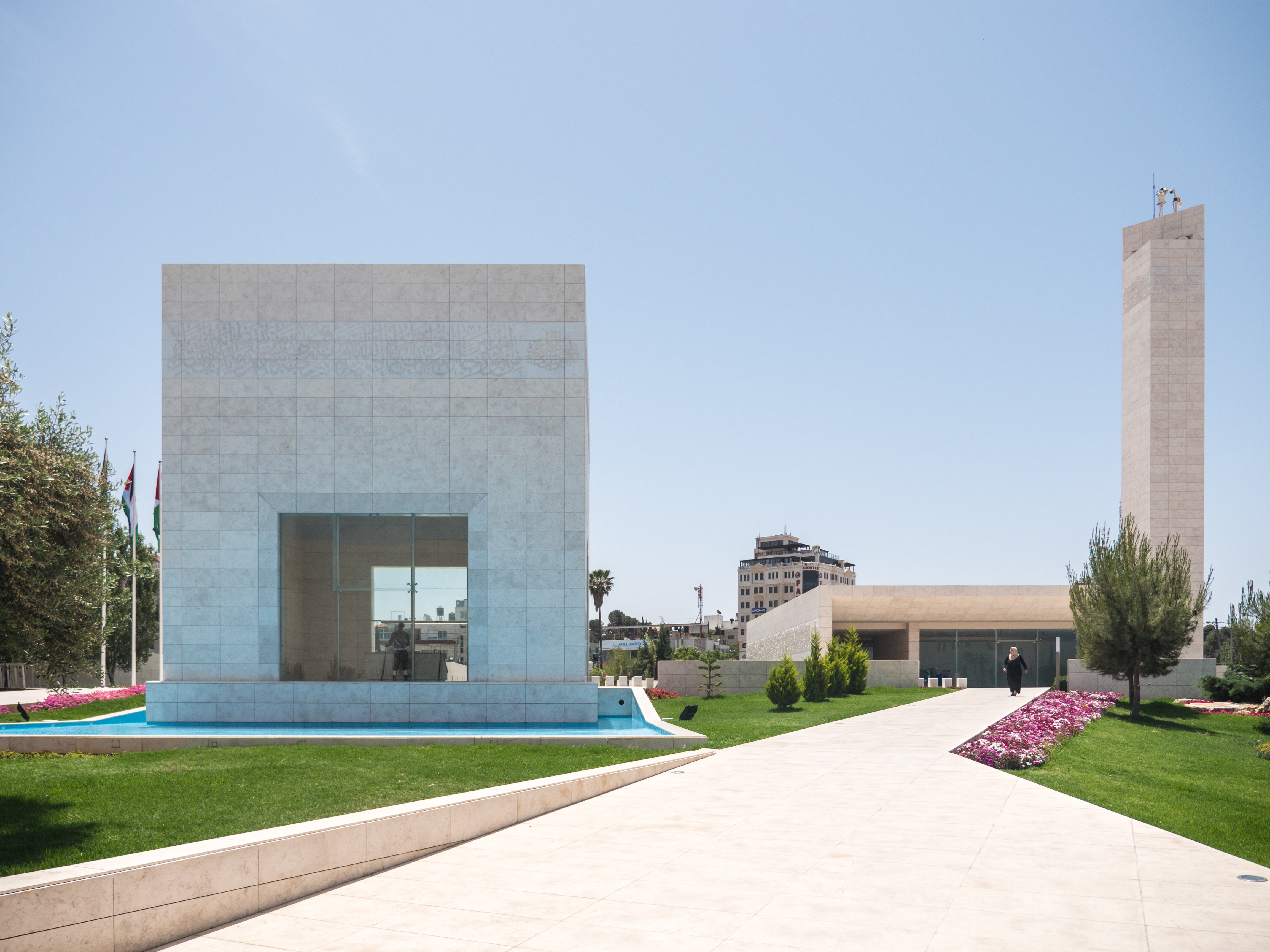
Mausolée d'Arafat vue de derrière en 2017

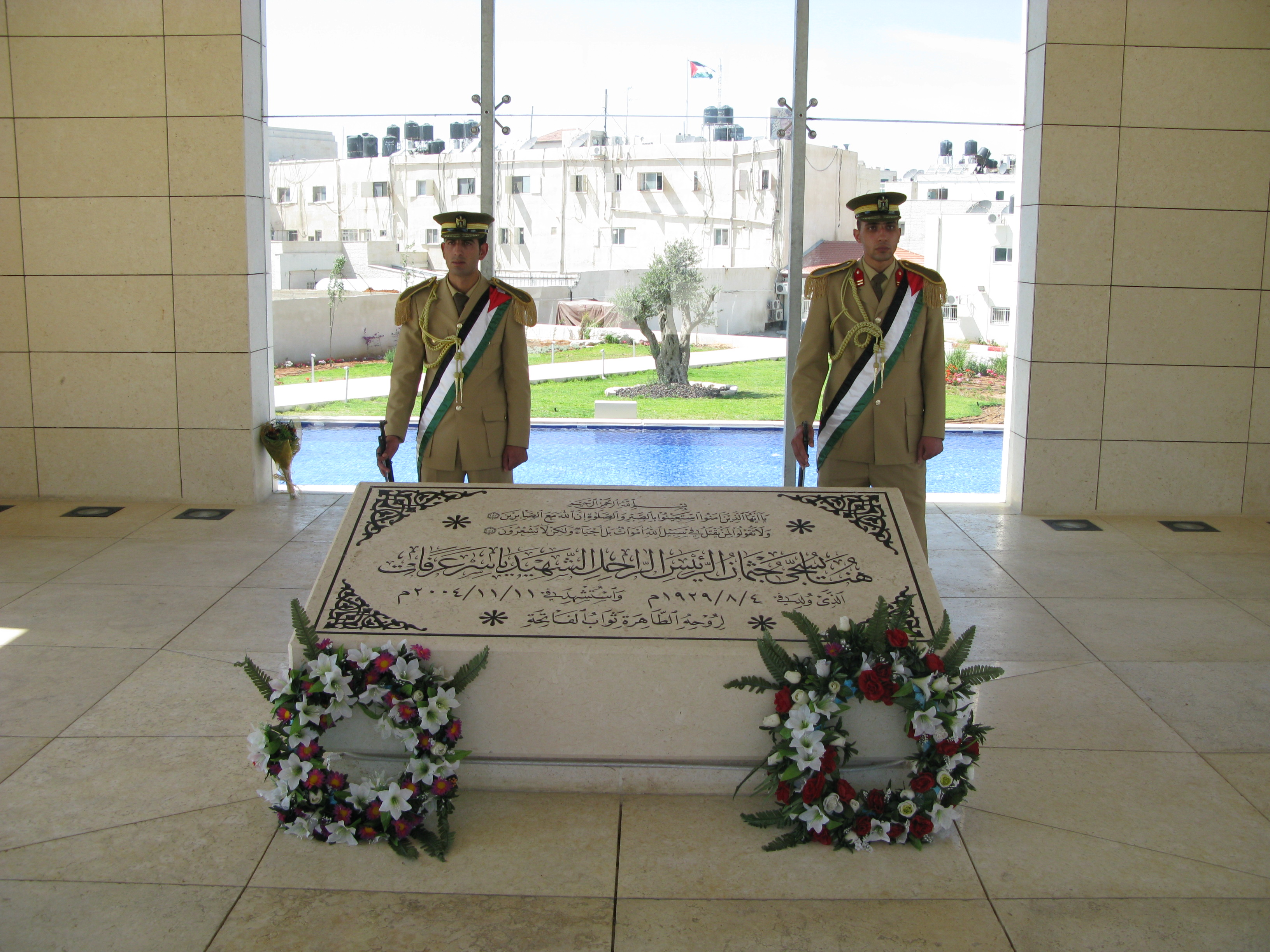
Sa tombe gardée à Ramallah

Il décède officiellement à Clamart le 11 novembre 2004, à 3h30, heure de Paris, dans la seconde partie du mois de Ramadan. L'annonce est faite par le médecin-général Christian Estripeau, chargé de la communication au service de santé des armées. Mahmoud Abbas est nommé chef de l’Organisation de libération de la Palestine, Farouk Kaddoumi est élu chef du Fatah, et Ahmed Qoreï maintenu dans ses fonctions de chef du gouvernement. Après un hommage officiel à l’aérodrome militaire de Villacoublay, en présence du Premier ministre français Jean-Pierre Raffarin, une cérémonie officielle se tient au Caire, en présence de nombreux représentants politiques étrangers. Le 12 novembre, les funérailles de Yasser Arafat commencent à 8h50 au club militaire Al-Galaa, à Héliopolis, près de l'aéroport international du Caire, en présence de dirigeants arabes et étrangers, mais en l'absence du public. Yasser Arafat est inhumé le 12 novembre, dans la Mouqata’a, son dernier quartier général de Ramallah en Cisjordanie dans lequel il a vécu confiné durant trois ans, le gouvernement israélien ayant refusé qu’il soit enterré à Jérusalem. Yasser Arafat avait à plusieurs reprises exprimé le souhait d’y être enterré. Des pressions sont exercées sur le gouvernement israélien pendant ses derniers jours pour qu’Arafat puisse y être inhumé. La journaliste Stéphanie Le Bars explique dans le quotidien Le Monde que « Politiquement, la présence de la tombe de M. Arafat sur ce site, âprement disputé depuis des décennies, équivaudrait à reconnaître une souveraineté palestinienne sur le lieu saint », « Les Israéliens craignent, en outre, que le tombeau ne devienne un lieu de pèlerinage et de rassemblements. Ils redoutent également le déferlement de centaines de milliers de Palestiniens en plein cœur de Jérusalem pour l’enterrement ».
Une foule de près de 100 000 personnes est présente pour accueillir sa dépouille à son retour d’Égypte. L'Autorité palestinienne a décrété un deuil de quarante jours dans l'ensemble des territoires palestiniens. Les commerces ont été fermés pour trois jours et les administrations pour sept jours. Pendant les quarante jours qui ont suivi son décès, les drapeaux sont en berne et toutes les manifestations de joie sont annulées. Dans la crainte de débordements, l'armée israélienne a entièrement bouclé la Bande de Gaza et la Cisjordanie.[réf. nécessaire].
Arafat est la seule personnalité à avoir connu des obsèques sur trois continents différents : Europe (Villacoublay, France), Afrique (le Caire, Égypte), Asie (Ramallah, Palestine).
Une nouvelle affaire éclate après la mort d’Arafat. Un certificat de décès atteste qu’il serait né à Jérusalem. Israël envoie des documents à la municipalité de Clamart et à Dominique de Villepin, ministre de l’Intérieur à l’époque, attestant qu’Arafat est né au Caire, et demande des explications à la France. La municipalité de Clamart indique avoir fourni l'attestation sur présentation de la traduction assermenté d'un document en arabe fourni par la famille.

## Réactions internationales
France : 
Jacques Chirac est le premier chef d'État à réagir. Il déclare « Âgé de 75 ans, Abou Amar, de son nom de guerre, a pendant un demi-siècle incarné la Palestine, donnant une crédibilité internationale à l’espoir d’un État palestinien, mais sans jamais parvenir à concrétiser cette ambition ni accomplir son rêve de prier à Jérusalem ». 
 Vatican : 
Le pape Jean-Paul II, qui a rencontré huit fois le leader palestinien a prié pour que « Dieu dans sa miséricorde accueille l’âme de l’illustre défunt et concède la paix à la Terre Sainte, avec deux États indépendants et souverains, pleinement réconciliés entre eux », selon le porte-parole du Vatican. 
 ONU : 
Le secrétaire général de l’ONU Kofi Annan, « profondément ému », a exhorté à une relance des efforts de paix israélo-palestiniens. Pour la Ligue arabe, c’est également une « grande perte »., à l’instar de ce que ressent le continent africain. 
 Salvador : 
Au Salvador, un parc dans le centre-ville de la capitale a été rebaptisé à son nom pour lui rendre hommage. 
 Turquie : 
Une journée de deuil national est décrétée en Turquie le jour de ses funérailles. 
États-Unis :
Aux États-Unis, les réactions sont partagées. Si le Christian Science Monitor, le Los Angeles Times ou le Washington Post voient en Arafat un leader palestinien, d’autres journaux conservateurs décrivent Arafat comme « un mafioso corrompu et brutal ». Le président américain, George W. Bush, qui a présenté Arafat comme un obstacle à la paix, déclare "Nous espérons que l'avenir apportera la paix et la réalisation des aspirations à une Palestine indépendante et démocratique, en paix avec ses voisins".
 Israël :
Côté israélien, deux types de discours ont été prononcés. Shimon Pérès, qui avait participé aux accords d’Oslo avec Arafat, a employé un discours assez compatissant avec le peuple palestinien et qui insiste sur l'image du père : « les Palestiniens voient dans Arafat le père de leur nation. Comme un père, il a fait beaucoup pour ses enfants, mais il les a aussi protégés de façon excessive. Ses efforts incessants ont porté la cause palestinienne au premier rang des préoccupations mondiales (…). La mort d’un père crée toujours une profonde douleur, mais c’est aussi l’occasion pour les Palestiniens de se comporter comme un adulte en pleine maturité ». Ariel Sharon, Premier ministre israélien de l'époque, déclare que « Les récents évènements pourraient constituer un tournant historique au Proche-Orient. Israël est un pays qui cherche la paix et qui poursuivra ses efforts pour aboutir à un accord de paix avec les Palestiniens sans retard ». Le ministre de la Justice Yossef Lapid et l'ancien Premier ministre ont insisté sur l’image du terroriste. Yossef déclare « Je l’ai haï pour la mort d’Israéliens. Je l’ai haï pour n’avoir pas laissé le processus de paix (…) aller de l’avant. C’est l’une des tragédies du monde qu’il n’ait pas compris que le terrorisme qui a commencé ici s’est répandu au monde entier » et Barak « le règne d’Arafat était une tragédie pour son peuple et pour nous. Son but n’était pas de parvenir à la paix, mais d’entretenir le terrorisme et la violence. Il était et demeurera un dirigeant terroriste et corrompu ».

## Conséquences

### Question de sa succession

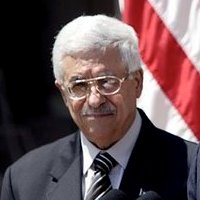
Mahmoud Abbas

La question de la succession de Yasser Arafat était l'un des thèmes récurrents durant les deux semaines de son hospitalisation. Le quotidien israélien Maariv annonçait que Yasser Arafat avait rédigé un testament dans lequel il désignait comme successeur Farouk Kaddoumi, chef du département politique (affaires étrangères) de l’OLP de l’époque. Les médias français voient en Marouane Barghouti, secrétaire général du Fatah en Cisjordanie et emprisonné en Israël, comme un successeur potentiel à la tête de l’Autorité palestinienne. Des noms comme Mohammed Dahlan et de Mahmoud Abbas circulent également, ce dernier soupçonnant Dahlan d'avoir une part dans la mort du leader palestinien. L’élection présidentielle palestinienne de 2005 se déroule le 9 janvier suivant la mort d’Arafat et désigne Mahmoud Abbas comme nouveau Président de l’Autorité palestinienne. Comme stipulé dans la Constitution palestinienne, le président du Parlement Rawhi Fattuh assure l'intérim.
La mort d'Arafat provoque un changement important dans l'équilibre des forces entre le Fatah et le Hamas. Ce dernier remporte les élections municipales de 2005 organisées par Mahmoud Abbas puis les élections législatives de 2006.

## Rumeurs et thèses du décès
Dès la mort de Yasser Arafat, de nombreuses rumeurs circulent sur la cause de son décès. Certains des partisans de ce dernier accusent les autorités israéliennes d’avoir provoqué la mort de leur leader par empoisonnement, en prétextant que le poison est l'arme favorite du Mossad, ce que nie Israël. D’autres rumeurs disent qu’Arafat est atteint du VIH et ses détracteurs lui reprochent d’être homosexuel. D'autres affirment qu'Arafat a été la victime de son propre camp désireux de tourner rapidement une nouvelle page de l'histoire palestinienne. Souha Arafat accuse Mahmoud Abbas et Ahmed Qoreï de vouloir l'« enterrer vivant » pour hériter de son pouvoir, dans une déclaration à Al Jazeera. Le dossier médical d'Arafat révèle qu'il est victime dans ses derniers jours d'une coagulation intravasculaire disséminée et d'une « défaillance polyviscérale avec atteinte hépatique et rénale » qui résulte d'une « violente agression initiale, infectieuse, traumatique ou chirurgicale ».
Ces rumeurs prennent de l'ampleur lorsqu'en décembre 2011, le journaliste Clayton Swisher (en) de la chaîne al-Jazeera contacte Souha Arafat, lui conseillant de rouvrir le dossier et de faire expertiser les affaires et les objets que portaient son mari durant les derniers jours de sa vie. Le documentaire d'al-Jazeera What Killed Arafat ? paru le 4 juillet 2012 révèle des doses anormalement élevées de polonium sur ses vêtements, ce qui incite la veuve du chef de l'Autorité palestinienne à porter plainte contre X en France pour assassinat le 31 juillet 2012. L'exhumation du corps d'Arafat, le 27 novembre 2012, est suivie de prélèvements analysés par des experts français, suisses et russes dans des laboratoires de ces trois pays.

### Premières hypothèses d'empoisonnement
Selon son neveu, Nasser Al-Qidwa, qui a reçu le dossier médical composé de 558 pages du document (plus des radiographies), l’hypothèse d’un empoisonnement n’est pas exclue bien qu’« aucun poison connu » n’ait été décelé. Le médecin jordanien Ashraf Al-Kourdi, médecin des différents rois de Jordanie et qui suivait également le président palestinien, avait examiné Arafat durant la phase critique de sa maladie, avant son transfert en France et il a déclaré avoir perçu des indices d’empoisonnement peu après le décès de Arafat. Certaines sources affirment que Souha Arafat a saisi la justice pour qu’aucune information de son dossier médical ne soit transmise et aurait refusé une offre de 2 millions de dollars en échange de l’accès au dossier médical d’Arafat. L'autopsie pratiquée par les médecins militaires français ne révèle aucune trace de poison connu.

### Hypothèse duSida
Un an après la mort d’Arafat, Ahmed Qoreï, le premier ministre à l’époque, a annoncé que les raisons de la mort de Yasser Arafat restaient toujours mystérieuses. Selon lui, aucune trace de virus, de germe, du VIH ou de bactérie n’a été trouvée. En effet, les médecins tunisiens qui ont examiné Arafat ont procédé à un test VIH qui s’est révélé négatif. Selon un expert israélien « Il est inconcevable qu’une maladie qui a duré deux semaines, avec de terribles diarrhées, des vomissements violents, de graves problèmes du système digestif, et qui a produit de sérieux phénomènes de coagulation ait été provoquée par le sida ».
D’autres experts, consultés par le quotidien israélien Ha'aretz, qui s’est également procuré le rapport médical, tiennent cependant un discours différent. Selon ce journal, les thèses de l’empoisonnement ou du sida sont à privilégier au vu du rapport. Mais, dans leur article, les journalistes Amos Harel et Avi Isacharoff, citant un expert israélien, qualifient de « très petite » la possibilité qu’Arafat ait contracté le sida. Ces experts israéliens concluent que l’hypothèse la plus vraisemblable est que Yasser Arafat aurait été empoisonné lors d’un dîner le 12 octobre 2004.

### Hypothèse avancée par leCanard enchaîné
Le Canard enchaîné, dans son édition du 17 novembre 2004, citant des médecins « ayant eu accès au patient Arafat et à son dossier », affirme que « les causes de son décès sont multiples ». Le journal affirme qu'Arafat était atteint d'une cirrhose bien qu'il fût « un vrai buveur d'eau ». Dès son admission à l'hôpital militaire Percy de Clamart, écrit l'hebdomadaire, les médecins « suspectent de graves lésions hépatiques » susceptibles de perturber la formule sanguine, d'où son placement en hématologie. Si le diagnostic de leucémie est « vite écarté, poursuit le Canard enchaîné, le foie est effectivement en mauvais état ». « Pour un public non averti, cirrhose, ça veut dire alcoolo. Et dans le contexte, ça n'était pas possible », explique un médecin de Percy, cité par le journal. Le Canard enchaîné souligne encore que, selon les médecins, « les conditions de vie qui ont été faites ces trois dernières années n'ont pas arrangé les choses » et qu'il « n'a pu bénéficier de soins adaptés à son état ».

### Thèse de l'empoisonnement relancée par les experts suisses
Le 12 octobre 2013, la revue médicale The Lancet, qui fait autorité mondiale en matière de publications scientifiques, publie un rapport intermédiaire des analyses conduites dans le cadre des procédures judiciaires lancées pour établir les causes du décès de Yasser Arafat. Les six experts qui signent l'article établissent la « possibilité » d'un empoisonnement avec une substance radioactive. Ayant travaillé sur des effets portés ou utilisés par le leader palestinien avant sa mort, ils ont mis en évidence une radio-activité élevée au polonium 210.
Comme le relève Le Nouvel Observateur, « aucune preuve » ne peut être apportée sur les circonstances qui ont conduit à l'introduction de ces éléments radio-actifs dans le corps d'Arafat. Mais les chercheurs suisses confirment que les syndromes gastro-intestinaux ininterrompus constatés lors du décès de Yasser Arafat, trouvent leur explication dans l’irradiation importante dont ils viennent de découvrir la cause.
L'hebdomadaire souligne que le polonium 210 est « hautement toxique à petite dose » (« 250 000 fois plus que le cyanure ») et « qu'il n'existe aucun traitement pour évacuer cette substance de l'organisme ». Il rappelle le précédent de l'opposant russe Alexandre Litvinenko a été, en 2006, empoisonné par une dose de plusieurs microgrammes de polonium introduits dans sa « tasse de thé ».
Une étude faite par le mensuel anversois Joods Actueel (en), auprès de plusieurs experts, démontre que les conclusions ne se basent pas sur des éléments scientifiques.
Au contraire de l'expertise suisse, l’agence fédérale russe, par la voie d'une dépêche d'agence et sans publier de rapport scientifique, rejette la possibilité d'un empoisonnement, car ses experts « n’ont pas trouvé trace de cette substance » (polonium 210) sur les échantillons qu'ils ont examinés.
Selon Rudi Roth du mensuel Joods Actueel, le CHUV admet dans un article scientifique publié le 30 novembre 2015 dans la revue Forensic Science International que leur analyse ne permet pas de trouver des preuves directes de l'empoisonnement d'Arafat. Le CHUV confirme dans leur texte "Frequently asked questions regarding the expertise conducted on President Yasser Arafat's personal belongings and remains" qu'ils ne peuvent donner par le manque de preuves probantes, une probabilité concernant l'hypothèse de l'empoisonnement mais précisent toutefois pouvoir conclure sur base d'un analyse bayesienne non chiffrée que « dans le cadre de l'hypothèse de l'empoisonnement au polonium toutes leurs observations étaient plus cohérentes qu'avec l'hypothèse alternative selon laquelle la personne impliquée n'aurait pas été empoisonnée au polonium ».

#### L'enquête en justice
À la demande de Souha Arafat, la veuve de Yasser Arafat, la justice française avait ouvert une enquête pour assassinat de l'ancien chef d'État palestinien.
La veuve d'Arafat avait fait appel du premier non-lieu en septembre 2015 et demandé l'annulation d'une expertise-clé pour l'enquête.
La justice française a confirmé le 24 juin 2016 le non-lieu prononcé par les magistrats chargés de l'enquête pour "assassinat" ouverte après la mort en 2004 de Yasser Arafat.
Le 2 juillet 2021 la CEDH rejette une requête déposée par la veuve et la fille de Yasser Arafat. Elle juge que « l’enquête conduite par la justice française avait été sérieuse et qu’elle ne portait pas atteinte au droit à un procès équitable ».

#### Couverture médiatique
Pratiquement toute la presse mondiale avait relaté son empoisonnement probable après l'enquête du Centre hospitalier universitaire vaudois (CHUV). Les décisions de la cour de justice en France basées sur les enquêtes françaises et qui ont classé toute l'affaire sont publiées dans plusieurs média et CNN a repris un des articles successifs du CHUV qui expliquaient que leur décision ne se basait que sur des considérations générales à cause du manque de preuves directes,.
On retrouve l'information concernant la décision en appel dans une dizaine de média comme BFMTV, 7sur7.be, la RTBF, Tribune de Génève, L'Essentiel.lu, le Daily Mail, British Telecom site, le Belfast Telegraph de l'Irlande du Nord, Radio Algérie, le Daily Star du Liban, CTV Canada, National Post Canada, 24News Canada, Telesurtv Venezuela et CNN.